# Данвил (Ајова)
Данвил (енгл. Danville) град је у америчкој савезној држави Ајова. По попису становништва из 2010. у њему је живело 934 становника.

## Демографија
Према попису становништва из 2010. у граду је живело 934 становника, што је 20 (2,2%) становника више него 2000. године.
| Група             | 2000.       | 2010.       |
| Белци             | 902 (98,7%) | 894 (95,7%) |
| Афроамериканци    | 1 (0,1%)    | 17 (1,8%)   |
| Азијати           | 2 (0,2%)    | 5 (0,5%)    |
| Хиспаноамериканци | 4 (0,4%)    | 12 (1,3%)   |
| Укупно            | 914         | 934         |